# Parafia św. Jadwigi Śląskiej w Lubaniu
Parafia pw. Świętej Jadwigi Śląskiej – parafia rzymskokatolicka w Lubaniu w dekanacie Lubańskim w diecezji legnickiej.
Parafia została erygowana 14 września 2001 roku. Jej proboszczem jest ks. dr Andrzej Fila. 